# Rolf-Ulrich Kaiser
Rolf-Ulrich Kaiser (Buckow, 18 giugno 1943) è un giornalista, produttore discografico e scrittore tedesco, noto per essere una delle figure più importanti della corrente musicale Krautrock, appartenente al progressive.

## Biografia
Rolf-Ulrich Kaiser ha studiato letteratura tedesca a Colonia ed è poi divenuto un apprezzato giornalista musicale. Nel 1964, ad appena 21 anni, è già collaboratore di alcune importanti riviste musicali tedesche; i suoi articoli dell'epoca, molti dei quali scritti con svariati pseudonimi, riguardano tutti la musica folk. Dopo un viaggio negli Stati Uniti nel 1965, scrive il suo primo libro Das Song-Buch pubblicato nel 1967, che contiene una panoramica internazionale della canzone folk arricchita da interviste a Joan Baez, Pete Seeger e molti altri. Parallelamente all'attività di scrittore e giornalista è tra gli ideatori e responsabili del programma prima radiofonico e poi televisivo Panoptikum, un mensile di cultura musicale che andò in onda ininterrottamente dal 1968 al 1975 nelle TV tedesche NDR e WDR.
Assieme a Martin Degenhardt e Tom Schroeder organizza nel 1968 il festival musicale “Internationalen Essener Songtage”, in Italia ricordato come “le cinque giornate di Essen”; parteciparono all'evento importanti gruppi musicali ed artisti internazionali dell'epoca come Frank Zappa, The Fugs e Brian Auger. Tuttavia il festival è ricordato come la prima vetrina per molte formazioni musicali alternative tedesche che sino ad allora non avevano trovato grande spazio d'espressione attraverso i canali ufficiali, tra questi: Amon Düül, Floh de Cologne, Guru Guru (all'epoca ancora denominati Guru Guru Groove) e Tangerine Dream. A seguito della partecipazione al festival di Essen, che si tenne dal 25 al 29 settembre, queste formazioni ottennero successo in patria e, a distanza di pochi anni, contratti discografici.
Kaiser continua anche l'attività di scrittore di saggi, quaderni e volumi interamente dedicati alla musica, soprattutto a quella di protesta, riservando particolare attenzione al rock underground americano e alla controcultura statunitense. Tra le più importanti opere figurano le monografie dedicate a Frank Zappa Zapzapzappa das buch der Mothers Of Invention (1968), ai Fugs Fuck The Fugs (1969), e una delle prime enciclopedie dedicate alla musica pop, Das buch der neuen Pop-Musik (1969). Quest'ultimo rimane ad oggi l'unico lavoro di Kaiser tradotto in italiano, pubblicato per la prima volta nel 1971 dalla Arnoldo Mondadori Editore con il titolo Guida alla Musica Pop.
Caratteristica principale di Kaiser critico musicale è la sottile vena ironica e la continua polemica contro il business musicale; estremamente abile nel condensare molte informazioni e suggerimenti in poche righe, contemporaneamente traccia le linee del percorso artistico di molte formazioni musicali degli anni sessanta, mettendo in evidenza come molti musicisti entrino in contraddizione con i propri ideali nel momento in cui ottengono il successo commerciale.
Tra il 1968 ed il 1969, con il sostegno economico della televisione tedesca WDR e della compagnia aerea Lufthansa, organizza il Concorso Musicale IEST riservato ai gruppi emergenti; nella giuria figurano, oltre allo stesso Kaiser, Reinhard Hippen e Henryk Broder. Contrariamente a quanto viene riportato da più fonti, Kaiser non fu tra i fondatori dell'etichetta discografica indipendente Ohr, un progetto realizzato invece dai fratelli Thomas e Peter Meisel, già fondatori della casa discografica Hansa Records, in collaborazione con vari produttori musicali tedeschi, utilizzando il sostegno economico della major Metronome. Rolf-Ulrich Kaiser fu il produttore di alcune formazioni tedesche che pubblicarono inizialmente dischi per la Ohr, tra cui Witthüser & Westrupp, Ash Ra Tempel ed Annexus Quam. Curò inoltre, sempre per la Ohr, la stampa tedesca del disco solista del cantautore olandese Roger Bunn, e la realizzazione di quattro compilation.
Viene erroneamente ricordato anche come direttore artistico di un'altra etichetta indipendente, la Pilz, incarico in realtà affidato a Jürgen Schmeisser che, in collaborazione con la major Basf, pubblicò inizialmente album di gruppi tedeschi spacciandoli come produzioni indipendenti, mentre dietro alle operazioni commerciali Ohr e Pilz vi erano ingenti capitali stanziati da Metronome e Basf. Dopo le prime quattro pubblicazioni della Pilz, la Basf obiettò sullo scarso successo di vendite e, volendo emulare la concorrente Metronome e soprattutto il successo della sub-label Ohr, chiamò in soccorso lo stesso Kaiser. Come produttore, Rolf-Ulrich Kaiser dirottò alla Pilz il duo Witthüser & Westrupp e produsse per la Pilz/Basf dischi di successo di formazioni quali Bröselmaschine, Hölderlin, Emtidi, Wallenstein e Jerry Berkers. Anche per la Pilz Kaiser curò la realizzazione di una compilation di successo.
Dopo i notevoli successi ottenuti sia con la Pilz che con la Ohr, Kaiser aveva maturato grande esperienza come "talent scout" e produttore. Convince quindi la Metronome a finanziare interamente e a distribuire i dischi del suo personale progetto discografico, l'etichetta Kosmische Kuriere. Per questa nuova casa discografica, Kaiser e la compagna Gerlinde Lettmann produssero pochi album ma di grandissimo successo sia con la critica che nelle vendite. Furono pubblicati due dischi degli Ash Ra Tempel, un doppio live del duo Witthüser & Westrupp, un album dei Wallenstein e uno dei Mythos. Contemporaneamente produsse, assieme al tecnico del suono Dieter Dierks, tutte le sessioni di registrazione dei cosiddetti "corrieri cosmici", una serie di dischi (firmati a nome The Cosmic Jokers, Sergius Golowin e Walter Wegmüller) realizzati da un supergruppo i cui componenti provenivano dai Wallenstein, dai Witthüser & Westrupp, dai Mythos e con la partecipazione di Klaus Schulze. Fu con queste realizzazioni discografiche che coniò il termine Kosmische Musik o musica cosmica, dopo aver coniato il termine Kosmische Volk con la pubblicazione dell'album Saat degli Emtidi.
Nel 1975, dopo essere stato l'oggetto di una campagna denigratoria pubblicata su alcuni quotidiani tedeschi da molti dei musicisti che aveva contribuito a lanciare a livello internazionale, la Metronome interrompe i finanziamenti a Kaiser e la sua etichetta Kosmische Kuriere viene chiusa. Rolf-Ulrich Kaiser, assieme a Gille Lettmann, cerca di trovare nuovi finanziamenti negli Stati Uniti, riuscendo a pubblicare solo un disco promozionale, la compilation Take Your Headphones, proposta ad etichette statunitensi realmente indipendenti come la ESP-Disk.
Nel 1976, gli ultimi dischi incisi ma non pubblicati dalla Kosmische Kuriere vengono ceduti all'italiana PDU, tra questi gli album Aguirre e Yoga dei Popol Vuh, le raccolte Perlenklänge, sempre dei Popol Vuh, e Communication degli Ash Ra Tempel, nonché il primo album solista dell'italiano Roberto Cacciapaglia: Sonanze.

### Vita privata
Quello che Rolf-Ulrich Kaiser aveva sostenuto nei propri libri in merito al tradimento degli ideali da parte degli artisti quando ottengono successo, si concretizza anche verso la sua figura di produttore. Nel 1976, a seguito della campagna diffamatoria, vide tutte le porte chiudersi dietro e davanti alla sua persona. Disgustato dall'ambiente musicale professionale, si ritirò dalla vita pubblica e tagliò i legami con i mezzi di comunicazione e l'intera società. Si stabilisce a Colonia assieme alla compagna Gille Lettmann e per un periodo i due vivono con le entrate di lei, di professione astrologa e cartomante.
Nel 1979, costretto da problemi finanziari, vende tutti i diritti musicali di sua proprietà a Bernhard Mikulski, proprietario dell'etichetta Pop Import, l'attuale ZYX Music. Dopo la separazione dalla Lettmann, Kaiser continua a rifiutare ogni contatto sociale e si trova nuovamente in precarie situazioni economiche; in suo aiuto viene l'unico musicista che gli è rimasto amico, Walter Westrupp, che gli trova una sistemazione presso un convento di frati cattolici nei pressi di Arnsberg dove ancora oggi vive nel totale anonimato, rifiutando interviste e la sua versione dei fatti relativi allo scandalo che lo travolse.

## Controversie
A metà degli anni settanta vengono lanciate accuse pesanti a mezzo stampa contro Rolf-Ulrich Kaiser e la compagna Gille Lettmann. Tutti i collettivi musicali e gli artisti prodotti dagli stessi, ad eccezione di Bernd Witthüser e Walter Westrupp, si coalizzano reclamando maggiori compensi e il pagamento delle royalties, rimproverano inoltre a Kaiser di averli confinati nel ghetto artistico da lui stesso ideato, la “musica cosmica”, genere nel quale non vogliono più riconoscersi.
Sembra tuttavia che il vero motivo siano stati i nuovi contratti che Tangerine Dream, Ash Ra Tempel e Klaus Schulze avevano firmato con l'etichetta inglese Virgin Records o con altre label non tedesche, dovendo in questo modo chiudere i rapporti/contratti ancora in vigore sia con la Kosmische Kuriere che con la Ohr. Proprio da Klaus Schulze e Edgar Froese dei Tangerine Dream e da Manuel Göttsching degli Ash Ra Tempel arrivano le accuse più pesanti. Nei giornali tedeschi dell'epoca, i giovani musicisti accusano tra l'altro Rolf-Ulrich Kaiser di averli pagati non in denaro ma attraverso la cessione di stupefacenti.
La figura di Kaiser, critico musicale, talent scout e produttore, viene demolita pubblicamente. L'onta verrà rimarcata da Julian Cope nel suo volume del 1995 dedicato al krautrock Krautrocksampler e nell'enciclopedia del 2012 Made in Germany di Gianluigi Gasparetti. In tutte le pubblicazioni che hanno trattato lo scandalo, tuttavia non sono mai state riportate in contraddittorio le versioni dei fatti secondo Kaiser.

## Leggende metropolitane
Il rifiuto a rilasciare interviste, il lungo periodo di silenzio e la condizione di isolamento volontario di Rolf-Ulrich Kaiser, hanno fatto sorgere un gran numero di inesattezze che riguardano la sua vita privata. Sparse in giornali e in rete si leggono svariate dicerie riguardanti il periodo in cui ebbe successo; da sfatare sono i falsi miti che lo vorrebbero esser divenuto un bohèmienne di strada, un uomo afflitto da turbe e problemi psichici a seguito dell'assunzione continua di LSD e un condannato da tribunali. Kaiser in realtà non subì alcun processo a seguito delle accuse che diffamarono la sua persona nel 1975, inoltre è completamente infondata la notizia secondo la quale la sua etichetta musicale sia stata chiusa a seguito di una sentenza di un tribunale il cui giudice gli avrebbe tolto i diritti d'autore quale produttore musicale. Gli stessi vennero ceduti volontariamente dallo stesso Kaiser nel 1979.

## Opere

### In tedesco
- Das Song-Buch. Damokles-Verlag, Ahrensburg / Paris, 1967
- (Hrsg.:) Protestfibel. Formen einer neuen Kultur. Con contributi di Klaus Budzinski, Scherz Verlag, Bern / München / Wien, 1968
- Zapzapzappa - Das Buch der Mothers of Invention. Kinder der Geburtstagspresse, Köln, 1968
- Fuck the Fugs - Das Buch der Fugs. Kinder der Geburtstagspresse, Köln, 1969
- B. ist doch ein Scheisser. Das beste aus der deutschen untergrundpresse. Kinder der Geburtstagspresse, Köln, 1969
- Underground? Pop? Nein! Gegenkultur! Eine Buchcollage. Kiepenheuer und Witsch, Köln / Berlin, 1969
- Das Buch der neuen Pop-Musik. Econ-Verlag, Düsseldorf / Wien 1969 (2ª ed. 1970, ISBN 3-430-15155-4; edizione olandese: De nieuwe pop-muziek, Hoorn, West-Friesland, 1970; edizione italiana: Guida alla musica pop, Milano, Mondadori, 1971, 2ª ed. 1974, 3ª ed. 1978; edizione spagnola: El mundo de la música Pop, Barcelona, Barral, 1972, 2ª ed. 1974; edizione portoghese: O mundo da música pop, Porto, Paisagem, 1973)
- (con Gille Lettmann:) Fabrikbewohner. Protokoll einer Kommune und 23 Trips. Droste, Düsseldorf, 1970
- Frank Zappa, Hoorn, West-Friesland, 1971.
- Rock-Zeit. Stars, Geschäft und Geschichte der neuen Pop-Musik, Econ-Verlag, Düsseldorf / Wien, 1972, ISBN 3-430-15156-2

### In italiano
- Guida Alla Musica Pop (Arnoldo Mondadori Editore / Milano 1971)
- Guida Alla Musica Pop (Oscar Mondadori / Milano 1975)
- Guida Alla Musica Pop - con un'appendice di Michele L.Straniero sulla canzone italiana di protesta (Oscar Mondadori / Milano 1978)

## Discografia
- Artisti vari : Ohrenschmaus (Etichetta: Ohr/Metronome, codice LP: OMM2/56006, anno: 1970)
- Roger Bunn : Piece Of Mind (Etichetta: Ohr/Metronome, codice LP: OMM56009, anno: 1971) "non accreditato"
- Bernhard Witthüser & Walter Westrupp : Trips + Träume (Etichetta: Ohr/Metronome, codice LP: OMM56016, anno: 1971)
- Bernhard Witthüser & Walter Westrupp : Der Jesuspilz (Etichetta: Pilz/Basf, codice LP: 2021098-7, anno: 1971)
- Bernhard Witthüser & Walter Westrupp : Der Erleuchtung/Die Aussendung (Etichetta: Pilz/Basf, codice 7": 0519041-7, anno: 1971)
- Bröselmaschine : Bröselmaschine (Etichetta: Pilz/Basf, codice: 2021100-2, anno: 1971)
- Artisti vari : Mitten Ins Ohr (Etichetta: Ohr/Metronome, codice LP: OMM2/56018, anno: 1971)
- Ash Ra Tempel : Schwingungen (Etichetta: Ohr/Metronome, codice LP: OMM556020, anno: 1972)
- Birth Control : Believe In The Pill "compilation" (Etichetta: Ohr/Metronome, codice LP: OMM556025, anno: 1972) "non accreditato"
- Artisti vari : Kosmische Musik (Etichetta: Ohr/Metronome, codice LP: OMM2/56027, anno: 1972)
- Ash Ra Tempel & Timothy Leary : Seven Up (Etichetta: KK/Metronome, codice LP: KK58001, anno: 1972)
- Annexus Quam : Beziehungen (Etichetta: Ohr/Metronome, codice LP: OMM556028, anno: 1972)
- Hölderlin : Hölderlin's Traum (Etichetta: Pilz/Basf, codice LP: 2021314-5, anno: 1972)
- Emtidi : Saat (Etichetta: Pilz/Basf, codice LP: 2029077-8, anno: 1972)
- Wallenstein : Mother Universe (Etichetta: Pilz/Basf, codice LP: 2029113-8, anno: 1972)
- Bernhard Witthüser & Walter Westrupp : Bauer Plath (Etichetta: Pilz/Basf, codice LP: 2029115-4, anno: 1972)
- Bernhard Witthüser & Walter Westrupp : Bauer Plath/Das Lied Der Liebe (Etichetta: Pilz/Basf, codice 7": 0519134-0, anno: 1972)
- Jerry Berkers : Unterwegs (Etichetta: Pilz/Basf, codice LP: 2029131-6, anno: 1972)
- Jerry Berkers : Na Na Tschu Tschu/Es Wird Morgen Vorbei Sein (Etichetta: Pilz/Basf, codice 7": 0519128-6, anno: 1972)
- Artisti vari : Rapunzet - Neue Deutsche Volksmusik (Etichetta: Pilz/Basf, codice LP: 2029116-2, anno: 1972)
- Ash Ra Tempel & Klaus Schulze : Join Inn (Etichetta: Ohr/Metronome, codice LP: OMM556032, anno: 1973)
- Sergius Golowin : Lord Krishna Von Goloka (Etichetta: KK/Metronome, codice LP: KK58002, anno: 1973)
- Walter Wegmüller : Tarot (Etichetta: KK/Metronome, codice LP: KK2/58003, anno: 1973)
- Bernhard Witthüser & Walter Westrupp : Live 68-73 (Etichetta: KM/Metronome, codice LP: KM2/58004, anno: 1973)
- Wallenstein : Cosmic Century (Etichetta: KM/Metronome, codice LP: KM58006, anno: 1973) "non accreditato"
- Ash Ra Tempel : Starring Rosi (Etichetta: KM/Metronome, codice LP: KM58007, anno: 1973)
- Cosmic Jokers : Cosmic Jokers (Etichetta: KM/Metronome, codice LP: KM58008, anno: 1973)
- Cosmic Jokers : Galactic Supermarket (Etichetta: KM/Metronome, codice LP: KM58010, anno: 1974)
- Cosmic Jokers : Sci-Fi Party - Unser Flug Durch Die Kosmicher Musik (Etichetta: KM/Metronome, codice LP: KM58011, anno: 1974)
- Cosmic Jokers : Gilles Zeitschiff (Etichetta: KM/Metronome, codice LP: KM58012, anno: 1974)
- Cosmic Jokers : Planeten Sit In (Etichetta: KM/Metronome, codice LP: KM58013, anno: 1974)
- Wallenstein : Stories Songs And Symphonies (Etichetta: KM/Metronome, codice LP: KM58014, anno: 1974) "non accreditato"
- Mythos : Dreamlab (Etichetta: KM/Metronome, codice LP: KM58016, anno: 1975) "non accreditato"
- Artisti vari, Rolf-Ulrich Kaiser & Gille Lettmann : Take Your Headphones - US promo (Etichetta: Cosmic Couriers, codice LP: CC2010, anno: 1975)
- Popol Vuh : Discover Cosmic "compilation" (Etichetta: Cosmic Music/Barclay, codice LP: 940.119/20, anno: 1975) "non accreditato"
- Ash Ra Tempel : Discover Cosmic "compilation" (Etichetta: Cosmic Music/Barclay, codice LP: 940.117/18, anno: 1975) "non accreditato"
- Popol Vuh : Aguirre (Etichetta: PDU, codice LP: Pld.SQ6040, anno: 1975) "non accreditato"
- Roberto Cacciapaglia : Sonanze (Etichetta: Kosmischen Kuriere/PDU, codice LP: Pld.SQ6025, anno 1975) "non accreditato"
- Cosmic Jokers, Ash Ra Tempel & Klaus Schulze : Discover Cosmic "compilation" (Etichetta: Cosmic Music/Barclay, codice LP: 940.115/16, anno: 1976) "non accreditato"
- Ash Ra Tempel : Communication "compilation" (Etichetta: PDU, codice LP: Pld.SQ6074, anno: 1976) "accreditato solo nelle note di copertina"
- Popol Vuh : Yoga (Etichetta: PDU, codice LP: Pld.SQ6066, anno: 1976) "non accreditato"
- Popol Vuh : Perlenklänge "compilation" (Etichetta: PDU, codice LP: Pld.SQ6073, anno: 1976) "accreditato solo nelle note di copertina"